# Аукуба
Ауку́ба (лат. Aucúba) — род деревянистых растений семейства Гарриевые (Garryaceae) порядка Гарриецветные (Garryales).
В системе классификации Кронквиста (1981) род причислялся к семейству Кизиловые (Cornaceae) порядка Кизилоцветные (Cornales). В системе классификации Тахтаджяна род выделялся в монотипное семейство Аукубовые (Aucubaceae) и порядок Аукубоцветные (Aucubales).

## Ботаническое описание
Аукуба — золотое дерево (Aucuba), из семейства Coireae, представляет два рода по месту происхождения — японское (A. Japonica Thunb.) и гималайское (A. himalaica Hook.). Вечнозелёные кустарники с кожистыми листьями и красновато-коричневыми цветами, образующими довольно большой пучок. Чашечка четырёхзубчатая. Цветки двудомные, мужские с четырьмя пыльниками. Плоды в виде ягод. A. japonica — растение, очень распространённое как декоративное, перевезено в Европу из Японии и Китая, где культивируется в течение столетий и потому представляет много разновидностей с блестящими листьями, овальными или удлинённо-ланцетовидными; достигает роста от 2 до 2,5 м; многие виды перевезены в Европу. Гималайская aucuba перевезена с восточных склонов Гималайских гор; она нежнее, и ягоды её кораллово-красного цвета, а у японской — оранжевые.

## Распространение
Встречается от севера Индии и востока Тибета до побережья Жёлтого моря, а также в Японии, Тайване и на полуострове Корея.

## Виды
По информации базы данных The Plant List, род включает 10 видов:
- Aucuba albopunctifolia F.T.Wang
- Aucuba chinensis Benth.
- Aucuba chlorascens F.T.Wang
- Aucuba confertiflora W.P.Fang & Soong
- Aucuba eriobotryifolia F.T.Wang — Аукуба мушмулолистная
- Aucuba filicauda Chun & F.C.How
- Aucuba himalaica Hook.f. & Thomson — Аукуба гималайская
- Aucuba japonica Thunb. typus[1] — Аукуба японская
- Aucuba obcordata (Rehder) K.T.Fu ex W.K.Hu & Soong
- Aucuba robusta W.P.Fang & Soong